# Dziahelec
Dziahelec (biał. Дзягелец; ros. Дягелец) – wieś na Białorusi, w obwodzie brzeskim, w rejonie bereskim, w sielsowiecie Zdzitów, przy drodze republikańskiej .
Na południe od wsi znajdował się majątek Biała należący w XIX w. do Justyny Błockiej, a po jej śmierci w listopadzie 1859 r. do jej wnuczki Alojzy Juszkiewiczowej, siostry Romualda Traugutta. Majątek należał do parafii w Siehniewiczach. Majątek otaczał stary park ze stawami. Obecnie w tym miejscu znajduje się krzyż. 
W dwudziestoleciu międzywojennym leżał w Polsce, w województwie poleskim, w powiecie prużańskim.